# Il genio dei numeri
Il genio dei numeri. Storia di John Nash, matematico e folle (titolo originale completo A Beautiful Mind: a Biography of John Forbes Nash, Jr., Winner of the Nobel Prize in Economics, 1994) è una biografia scritta nel 1998 dalla giornalista statunitense Sylvia Nasar, edito in Italia nel 1999 da Rizzoli. Narra la vicenda reale di John Forbes Nash Jr, genio matematico capace di intuizioni di grande profondità, della sua caduta nel baratro della schizofrenia, e del suo insperato processo di recupero.
Il libro ha vinto nel 1998 il National Book Critics Circle Award nella sezione biografie ed autobiografie , e l'anno seguente fu inserito nella cerchia dei finalisti per il Premio Pulitzer nella stessa categoria.
Nel 2001 dal libro è stato liberamente tratto un film che ha conservato il titolo dell'opera originale: A Beautiful Mind.

## Contenuto
Il libro ripercorre la vita di John Forbes Nash Junior, matematico di eccezionali capacità, seguendolo nella sua carriera accademica, precocemente interrotta dall'insorgere della patologia mentale che lo accompagnò per più di trent'anni, e da cui riuscì a risollevarsi gradualmente quando oramai nessuno lo considerava possibile. Il libro è suddiviso in cinque capitoli: una mente stupenda, vite separate, un fuoco che brucia lentamente, gli anni perduti, il più degno.

### Una mente stupenda
Una storia che inizia a Bluefield, Virginia Occidentale, dove John nacque il 13 giugno 1928, in una classica famiglia americana della piccola borghesia, e dove mosse i primi passi di una carriera scolastica inizialmente piuttosto normale, in cui l'unico elemento degno di nota manifestato fu la preoccupante tendenza all'isolamento legata alla difficoltà nell'interazione con i coetanei. Presto però vennero alla luce doti di analisi e capacità matematiche singolari, che gli permettevano di trovare soluzioni originali di problemi classici, di cui era sempre alla ricerca.
Nel giugno 1945, dopo aver iniziato gli studi di ingegneria al Carnegie Institute of Technology, fu un passo naturale rivolgersi alla matematica, mettendosi rapidamente in luce grazie ad un indubbio talento, e ricevendo di conseguenza varie offerte per trasferirsi nelle migliori università del paese.
Nell'autunno del 1948, scelse l'Università di Princeton, il centro dell'universo matematico, dove si ritrovò circondato da alcuni dei migliori specialisti al mondo nelle varie branche matematiche, distinguendosi ancora una volta nel padroneggiarle tutte. Solomon Lefschetz arringò i nuovi arrivati dicendo che Princeton era la scuola dei geni.
Nella primavera del 1949, fu nel campo della neonata teoria dei giochi che Nash fece la sua prima scoperta di valore, formalizzando quello che da lui prese il nome di equilibrio di Nash, dimostrando che in un gioco non cooperativo la ricerca del puro profitto individuale poteva comportare un risultato non ottimale dal punto di vista paretiano, smentendo una delle basi fondanti della teoria economica di Adam Smith.
Nell'estate del 1950, i lavori svolti gli fecero guadagnare un posto alla RAND, ma non fu sufficiente per ottenere una cattedra in un istituto di prestigio, nonostante la contemporanea pubblicazione di un importante teorema sulle varietà algebriche.
Nel giugno 1951, accettò quindi l'offerta per un inserimento come lettore al MIT, istituto allora minore ma in forte sviluppo nel campo scientifico, che gli permise di conoscere personaggi del calibro di Norbert Wiener, Marvin Minsky e Norman Levinson. Dimostrando però di non essere portato per l'insegnamento, manifestando scarsa empatia e capacità di sopportazione per le mancanze di chi riteneva intellettualmente inferiore, ovvero pressoché chiunque. Un problema che emergeva regolarmente anche negli occasionali rapporti sentimentali, sia con il proprio che con l'altro sesso.

### Vite separate
Durante il periodo di specializzazione ebbe alcune relazioni con altri uomini: sebbene la Nasar osservò che Nash non si considerava  omosessuale, descrive il suo arresto per atti osceni collegandolo ad una sua sospetta omosessualità.
Una prima storia importante è stata con Eleanor Stier, un'infermiera conosciuta durante un breve ricovero, che gli diede un figlio, il 19 giugno 1953. Unione che Nash però, non formalizzò mai, mantenendola anzi nascosta il più possibile a tutti, compresi i propri genitori.
In seguito al MIT venne notato da una studentessa che assisteva ad una sua lezione, Alicia Larde, la quale si innamorò all'istante di quel giovane ed aitante uomo destinato secondo molti a raggiungere traguardi importanti, malgrado il suo carattere particolare. E dopo un lungo processo di avvicinamento, in cui non mancarono momenti di crisi e freddezza, Nash cedette alla corte di quella splendida ragazza, con cui si sposò a Washington nel febbraio del 1957.

### Un fuoco che brucia lentamente
Quella che sembrava solo una personalità eccentrica, stava però per mostrare la sua intrinseca fragilità. Dopo essersi impegnato con successo nella dimostrazione di un importante teorema sulle equazioni differenziali alle derivate parziali, Nash scoprì di essere stato preceduto di poco da Ennio De Giorgi, un matematico italiano, perdendo probabilmente la possibilità di vincere la medaglia Fields. Questo, sommato alle difficoltà incontrate nel cercare di dimostrare alcune falle nella meccanica quantistica individuate a suo tempo da Einstein, e al tentativo di attaccare il Santo Graal dei matematici, la congettura di Riemann, si rivelò troppo per il suo sistema nervoso, ed i sintomi del crollo divennero presto evidenti. 
Con la notizia della gravidanza di Alicia, Nash cominciò a manifestare la convinzione di ricevere messaggi cifrati da alieni, e le rivalità con i colleghi presero la forma di ossessioni paranoiche.
Nel 1958, spedì una serie di lettere alle ambasciate in cui manifestava la volontà di creare un nuovo governo mondiale, e nelle successive conferenze in cui partecipò come relatore, apparve chiaro che neppure la matematica era più in grado di tenere insieme la sua mente.
Nell'aprile 1959, dopo una serie di episodi particolarmente preoccupanti, e seguendo il consiglio di uno specialista, Alicia si dovette infine rassegnare a richiedere il ricovero coatto presso il vicino McLean Hospital, ospedale psichiatrico privato. Qui fu trattenuto per un breve periodo, malgrado la diagnosi di schizofrenia paranoica, riuscendo a farsi rilasciare tramite un'azione legale e ad una perizia favorevole. Ma l'apparente remissione di cui aveva goduto nel periodo di internamento non resse a lungo.

### Gli anni perduti
Nel 1959, dopo aver abbandonato l'università, tagliandosi tutti i ponti alle spalle, Nash si recò in Francia e quindi in Svizzera, cercando in ogni modo di rinunciare alla cittadinanza americana, senza riuscirci, ottenendo solo di venire espulso da entrambi i paesi.
Nel 1960, al suo ritorno a Princeton, riapparvero tutti i sintomi della patologia, rendendo inevitabile un nuovo ricovero obbligato al Trenton State Hospital, una struttura stavolta pubblica. Le cure, molto pesanti, sembrarono ottenere nuovamente buoni risultati, che però ancora una volta si rivelarono di breve durata.
Nel 1963 fu ricoverato una terza volta al Princeton and Carrier Clinic, una struttura di cura, con risultati identici alle volte precedenti. Uno schema purtroppo destinato a ripetersi negli anni seguenti, con periodi felici caratterizzati talvolta da una produzione scientifica di valore, interrotti da nuove ricadute, che un poco alla volta misero in crisi anche i pochi legami affettivi rimasti.
All'inizio del 1970, dopo vari spostamenti, Nash tornò a Princeton, riprendendo a frequentare il dipartimento di matematica dell'università senza però nessun ruolo definito, divenendo una presenza inquietante che si aggirava per i corridoi, riempiendo le lavagne di annotazioni enigmatiche. Trovando comunque un insperato appoggio nella moglie, che lo accettò di nuovo al suo fianco, malgrado il divorzio ottenuto anni prima, garantendogli la tranquillità di cui aveva bisogno. Purtroppo una nuova crisi attendeva la famiglia Nash: il figlio, John Charles, crescendo, dimostrò di avere ereditato dal padre sia il talento matematico, che l'instabilità mentale, imponendo periodicamente la necessità di ricoveri e cure, che comunque non gli impedirono di laurearsi e produrre ricerche originali promettenti.

### Il più degno
Col passare degli anni, inaspettatamente, Nash cominciò a mostrare segni di remissione sempre più evidenti, allacciando relazioni con nuovi colleghi e mostrando di potersi nuovamente applicare con coerenza a problemi matematici profondi. E a coronare questo straordinario recupero, nel 1994, non senza contrasti e qualche opposizione, il nome di John Nash compare tra quelli dei tre vincitori del premio Nobel per l'economia. Un riconoscimento alla sua sfortunata carriera ed al suo fondamentale contributo nella teoria dei giochi, che proprio in quel periodo avrebbe mostrato il suo potenziale, venendo applicata con successo alle gare di concessione ai privati delle frequenze negli Stati Uniti. Nonostante tutto, Nash ha scelto di accettare il prestigioso premio non come sigillo ad una carriera conclusa, ma come stimolo ad impegnarsi ancora in linee di ricerca originali, pur con la consapevolezza ed il rammarico di essersi lasciato alle spalle gli anni migliori. Un rimpianto parzialmente mitigato dal recupero degli affetti di un tempo, grazie ad un sensibile miglioramento del carattere, meno spigoloso di un tempo, conseguenza delle esperienze passate e recenti, tra cui la malattia del figlio, purtroppo sempre più afflitto dai gravi problemi affrontati dal padre.

## Edizioni
- Sylvia Nasar, Il genio dei numeri. Storia di John Nash, matematico e folle, traduzione di Carla Capanero, Roberta Zuppet e Sergio Mancini, 3ª ed., Rizzoli, 1999, ISBN 88-17-86032-8.
- Sylvia Nasar, A Beautiful Mind, Simon & Schuster, luglio 2011, ISBN 978-1-4516-2842-5.